# Polien (hemija)
Polieni su poli-nezasićena organska jedinjenja koja sadrže jednu ili više sekvenci alternirajućih dvostrukih i jednostrukih ugljenik-ugljenik veza. Te dvostruke ugljenik-ugljenik veze formiraju interakcije u procesu poznatom kao kougacija, koji dovodi do sveukupnog sniženja energetskog stanja molekula.
Organska jedinjenja sa dve ugljenik-ugljenik dvostruke veze su dieni; sa tri dvostruke veze su trieni; sa četiri su tetraeni, etc. 